# Nicolaes Eliasz. Pickenoy

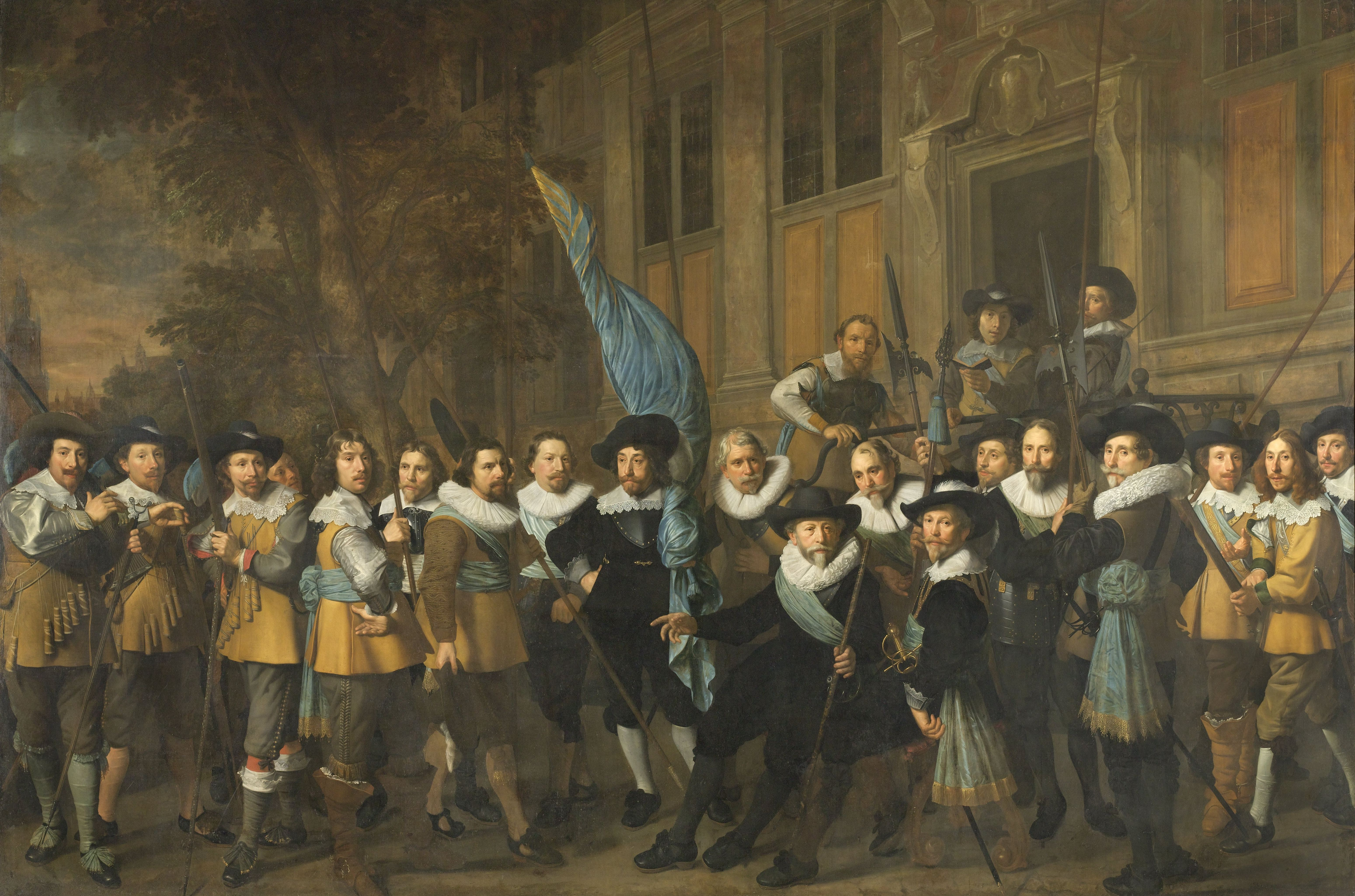
La guardia cívica de Ámsterdam dirigida por el capitán Jan Claesz van Vlooswijck y el teniente Gerrit Hudde, óleo sobre lienzo, 340 x 527 cm, Ámsterdam, Rijksmuseum.

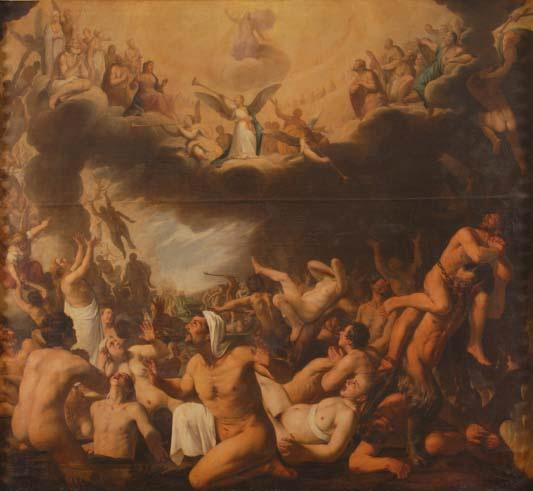
El Juicio Final, firmado con monograma NP, óleo sobre lienzo, 1,88 x 1,92 cm, Museo de Cádiz.

Nicolaes Eliasz. Pickenoy (Ámsterdam, 1588-ca. 1650-1656), fue un pintor barroco de los Países Bajos, especializado en retratos individuales y de grupo.
Hijo de Elias Claesz. Pickenoy y de Heijltje s’Jonge, fue discípulo de Cornelis van der Voort. En 1621 se casó con Levina Bouwens, huérfana de veintiún años. El matrimonio estableció su residencia cerca de la Oude Kerk de Ámsterdam, donde permanecieron al menos los quince años siguientes y tuvieron dos hijos, Sara y Elías, muertos jóvenes. Se desconoce la fecha de su muerte que hubo de ocurrir entre mayo de 1650, cuando fue llamado a tasar una pintura, y octubre de 1656, fecha en la que su esposa firmó un acta notarial diciéndose su viuda. Tuvo como discípulos a Bartholomeus van der Helst y a Pieter Nason.
Pickenoy pintó retratos de grupo, como la Lección de anatomía del doctor Joahn Fonteyn (1626, Ámsterdam Museum), el retrato colectivo de los Regentes del orfanato valón (1633, Ámsterdam,  Fundación Ruuscher) o el de La compañía del capitán Jan Cleasz. Vlooswijk y el teniente Gerrit Hude (1642, Ámsterdam, Rijksmuseum), e individuales, como los retratos del doctor Nicolaes Tulp del Stedelijk Museum de Ámsterdam, o el de Cornelis de Graeff (Berlín,  Gemäldegalerie), entre muchos otros retratos de desconocidos personajes neerlandeses. 
Además de retratos pintó un pequeño número de motivos bíblicos, como el Cristo y la mujer adultera del Museum Catharijneconvent de Utrecht, basado en un dibujo de Maarten van Heemskerck, o el Juicio Final del Museo de Cádiz, con desnudos de raíz manierista, del que existe réplica también firmada pero de menor tamaño en colección privada.